# Latvijas Sabiedriskais medijs
Latvijas Sabiedriskais medijs (en català: «Radiodifusió Pública de Letònia»), també coneguda per les sigles LSM, és l'empresa de radiodifusió pública de Letònia. Va ser fundada el 2013 com un portal web i des de gener de 2025 aglutina els serveis públics de ràdio (Latvijas Radio) i televisió (Latvijas Televīzija).
Actualment, l'organisme gestiona sis emissores de ràdio, dos canals de televisió, un servei de transmissió per internet —REPlay— i un lloc web.

## Història
La ràdio pública de Letònia va començar les seves emissions l'1 de novembre de 1925, mentre que la televisió es va posar en marxa el 6 de novembre de 1954. Després que Letònia s'independitzés de la Unió Soviètica el 1991, totes dues empreses han mantingut direccions independents entre si.
El 2012, el Consell Nacional de Mitjans de Letònia va aprovar la creació d'un portal web on Latvijas Radio (ràdio) i Latvijas Televīzija (televisió) poguessin oferir continguts multimèdia i estrènyer la seva col·laboració. El projecte, conegut com Latvijas Sabiedriskais medijs (LSM), establia a mitjà termini una organització paraigua per a tots dos serveis públics, encara que mantindrien direccions separades. El nou web «lsm.lv» es va posar en marxa el 7 de gener de 2013 com un portal informatiu en letó i rus, i a l'any següent va incloure un apartat en anglès.
A la fi de 2014, els llocs web de Latvijas Radio i Latvijas Televīzija van començar a operar sota el domini de lsm.lv. Amb el pas del temps, LSM ha ampliat els seus continguts per a oferir serveis a la carta i un portal infantil. Des de 2022, tots els mitjans públics letons operen sota una imatge corporativa unificada.
Els serveis de radiodifusió pública de Letònia van quedar integrats en LSM des del 2 de gener de 2025.

## Enlaces externos
- Lloc web oficial de Latvijas Sabiedriskais medijs